# Lona tarp

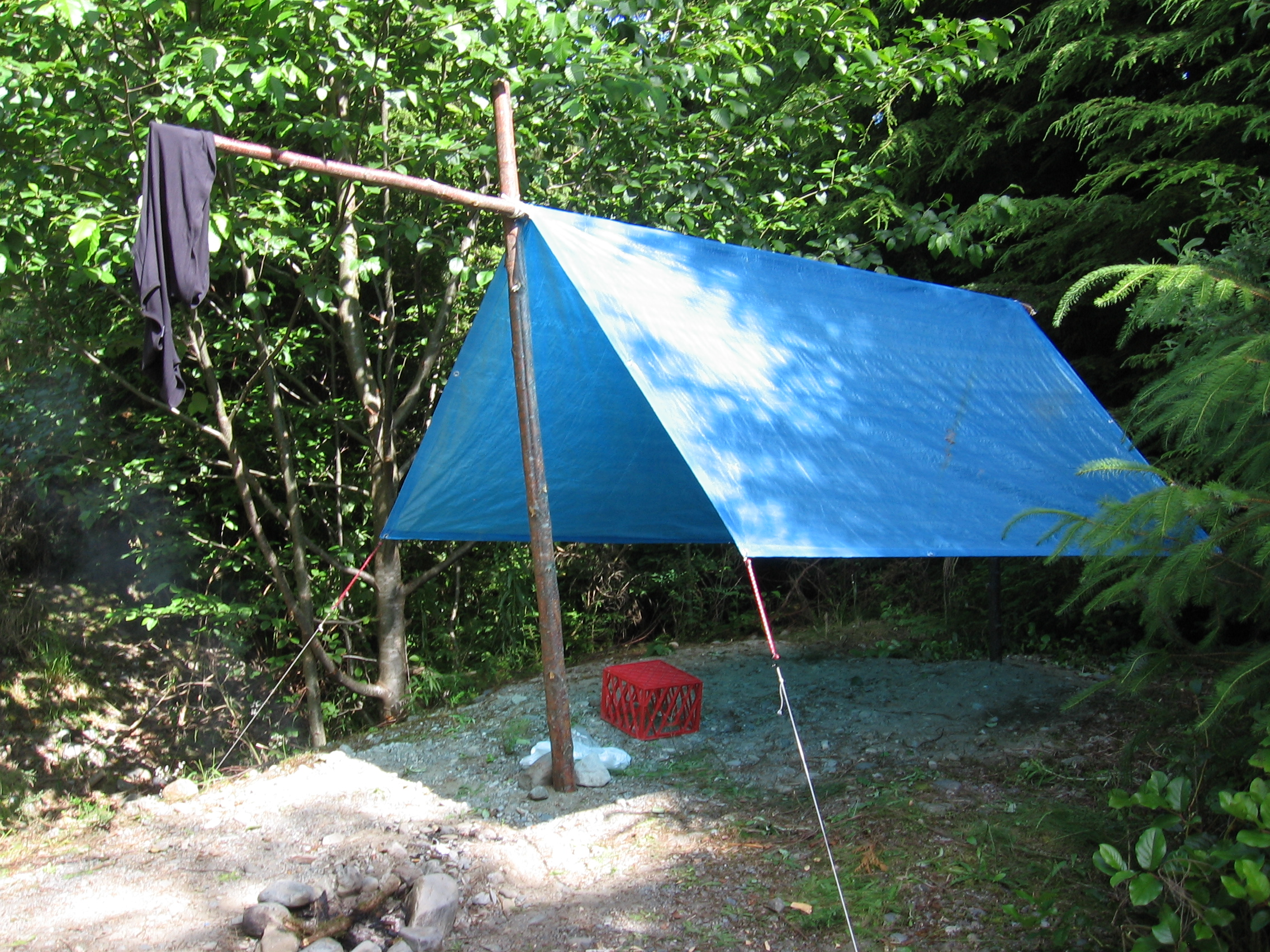
Una carpa improvisada usando polytarp

Una lona tarp es una lámina grande de material fuerte, flexible, resistente al agua o impermeable, a menudo tela como lienzo o poliéster recubierto con poliuretano, o de plástico como el polietileno.
Las lonas a menudo tienen ojales reforzados en las esquinas y a lo largo de los lados para formar puntos de fijación para la cuerda, lo que les permite atarlos o suspenderlos. 
Las lonas modernas de bajo costo están hechas de polietileno tejido. Este material está tan asociado con las lonas que se ha conocido coloquialmente en algunos sectores como polytarp.
La lona tarp es una lona resistente a la putrefacción, a prueba de polvo.
Tarp es un tejido de polietileno tejido que está laminado en ambos lados.